# 妙高台
妙高台（英語：Miu Ko Toi）是香港一個山峰，海拔779米，位於新界中部，為大帽山的南脊，緩緩垂下響石墳場。在地區行政上，妙高台屬於荃灣區，是香港第五高的山峰。
妙高台山頂建有山火瞭望台，山頂西面則建有香港青年旅舍的施樂園。